# Nederlandse Centrale Catalogus
De Nederlandse Centrale Catalogus (NCC) bevat de bibliografische gegevens en vindplaatsen van ruim 14 miljoen boeken en 500.000 tijdschriften die in meer dan 400 Nederlandse bibliotheken te vinden zijn. Het bestand wordt bijgewerkt door catalogiseerders van de deelnemende bibliotheken in het Gemeenschappelijk Geautomatiseerd Catalogiseersysteem (GGC). De catalogus wordt gezamenlijk beheerd door de Koninklijke Bibliotheek (KB) en OCLC. De catalogus kan geraadpleegd worden via de website PiCarta.
De NCC is ontstaan uit een initiatief rond 1920 door bibliothecaris P.C. Molhuysen voor een 'Centrale Catalogus', een centraal overzicht van alle aanwezige boeken in Nederlandse bibliotheken. Oorspronkelijk resulteerde dat in een enorm aantal kopieën van cataloguskaartjes in bibliotheekkasten in de KB in Den Haag. In de jaren 1970 en 1980 werden die geautomatiseerd verwerkt, wat eerst resulteerde in het GGC en later in de NCC. Vanaf 1983 werkte de NCC als geautomatiseerd systeem waarmee bibliotheken artikelen en boeken bij elkaar konden opvragen. Vanaf begin jaren negentig konden bibliotheekgebruikers dat ook zelf doen.
Werken in het GGC hebben als identificatie een zogeheten Pica Productie Nummer (PNN). De naam hiervan is afkomstig de producent van PiCarta, PICA, de belangrijkste producent van bibliotheeksystemen in Nederland, in 2007 overgenomen door het Amerikaanse Online Computer Library Center (OCLC). 
De NCC beschrijft het bezit van veel Nederlandse bibliotheken. Met de NCC kan interbibliothecair leenverkeer (IBL) plaatsvinden.